# 蟲漆蠟酸
虫漆蜡酸，又称三十二酸，是一种饱和脂肪酸。

## 衍生物
虫漆蜡酸乙酯可以通过氯化氢在乙酸中与虫漆蜡酸反应，以晶体固体（熔点76 °C）的形式获得。